# Gerry Stevens
Gerry Stevens (eigentlich Gerald Richard Stevens; * 23. Mai 1941) ist ein ehemaliger britischer Hindernisläufer.
1966 wurde er für England startend bei den British Empire and Commonwealth Games in Kingston über 3000 m Hindernis Zehnter. Bei den Leichtathletik-Europameisterschaften 1969 in Athen und bei den British Commonwealth Games 1970 in Edinburgh wurde er jeweils Achter.
Am 1. September 1969 stellte er in London mit 8:30,8 mit einem britischen Rekord für diese Disziplin auf, der 1972 von Andy Holden gebrochen wurde.